# 斯加布·格梅
斯加布·格梅（Tsgabu Grmay，1991年8月25日—）是一名衣索比亞自行車運動員，主攻公路賽項目，現屬於米奇頓–斯科特車隊。他曾獲得非洲自行車錦標賽個人計時賽冠軍。

## 外部連結
- procyclingstats.com （页面存档备份，存于）